# Mani (bog)
U nordijskoj mitologiji, Mani (stnord. Máni = "Mjesec") personifikacija je Mjeseca, mlađi brat Sól, božice Sunca. Njegovo se ime pojavljuje u literaturi i kao opća imenica.

## Obitelj i život
Mundilfariju se rodilo dvoje prelijepe djece – djevojčica i dječak. Djevojčicu je nazvao Sól, a dječaka Mani. Bogovi su se razbjesnjeli kad su vidjeli ljepotu Mundilfarijeve djece te su uzeli Sól i Manija i postavili ih na nebo. Sól svaki dan u kočiji prolazi nebom, dok Mani to čini noću. Oboje progone vukovi, Fenrirovi sinovi - Sól progoni Sköll, a Manija Hati Hróðvitnisson. Sól i Mani neprestano bježe svojim neprijateljima.
Hjúki i Bil, djeca čovjeka zvanog Viðfinnr, hodali su jednom noseći posudu punu vode obješenu o štap koji je počivao na njihovim ramenima. Mani je ugrabio djecu te su oni postali njegovi pratitelji.
Premda se majka Sól i Manija ne spominje u literaturi, navodno je ona Glaur.
Mudri div Vafþrúðnir rekao je Odinu o Sól, Maniju i njihovu ocu:

"Mundilfari se zove onaj koji Manijev
Otac jest
Te također Solin."

Vafþrúðnir je Odinu otkrio i sudbinu Sunca i Mjeseca.

## Ragnarok
Ragnarok je posljednja bitka. U njoj će se sukobiti sva bića. Hati će napokon dostići Manija i pojesti ga. Isto će se dogoditi i Sól – nju će pojesti Sköll, ali će ona prije napada roditi kćer koja će postati novo Sunce. Svijet će nakon Ragnaroka ostati bez Mjeseca. 

## Druge kulture
U većini je mitologija Sunce muško, a Mjesec žensko. U grčkoj je mitologiji Mjesec predstavljen božicama Artemidom i Selenom. U nordijskoj je mitologiji poimanje spola Sunca i Mjeseca drukčije. Mani nije jedini primjer muškog boga Mjeseca – u japanskoj mitologiji postoji bog Tsukuyomi koji predstavlja Mjesec. Njegova sestra Amaterasu je Sunce.